# York (Alabama)
York es una ciudad ubicada en el condado de Sumter, en el estado de Alabama (Estados Unidos). 

## Geografía
York se encuentra ubicada en las coordenadas 32°29′36″N 88°17′52″O / 32.49333, -88.29778. Según la Oficina del Censo, la localidad tiene un área total de 18,38 km², toda ella correspondiente a tierra firme.

## Demografía
Según el censo de 2000, York estaba habitada por 2854 personas y su densidad de población era de 156 hab/km². La renta per cápita media por hogar era de $19 153 y los ingresos medios por familia eran de $23 417. El ingreso per cápita de la localidad era de $11 792. Los hombres tenían unos ingresos per cápita de $28 362, contra los $15 438 de las mujeres.